# Aeronautica della Libia - Ovest
Operava in Libia per la 5ª Squadra aerea, con quartier generale a Tripoli. 
Nel 1939 il Sottocapo di Stato Maggiore era Aldo Urbani futuro Capo di stato maggiore dell'Aeronautica Militare.
L'ordine di battaglia al 10 giugno del 1940 era:
- 1º Gruppo Aviazione Presidio Coloniale (1º Gruppo volo), Caproni Ca.309 (Mellaha all'Aeroporto militare di Mitiga)
- Aviazione Sahariana (livello gruppo) Caproni Ca.309 (Hon poi Base aerea di Al Jufra)
- 122ª Squadriglia Osservazione Aerea, IMAM Ro.37bis (Mellaha)
- 136ª Squadriglia Osservazione Aerea, IMAM Ro.37bis (Aeroporto di Tripoli)
- 2º Stormo Caccia Terrestre, Fiat C.R.42 (Castelbenito nell'Aeroporto di Tripoli)
  - 13º Gruppo caccia (Castelbenito)
    - 77ª Squadriglia aeroplani
    - 78ª Squadriglia Caccia
    - 82ª Squadriglia
- 614ª Squadriglia Autonoma Soccorso Aereo su 6 CANT Z.506 (Golfo di Bomba)
- 15º Stormo Bombardamento Terrestre (Tarhuna)
  - 46º Gruppo, Savoia-Marchetti S.M.79, Savoia-Marchetti S.M.81 (Tarhuna)
    - 20ª Squadriglia
    - 21ª Squadriglia

  - 47º Gruppo, Savoia-Marchetti S.M.79, Savoia-Marchetti S.M.81 (Tarhuna)
    - 53ª Squadriglia
    - 54ª Squadriglia
- 33º Stormo Bombardieri Terrestri (Bir el Bhera vicino a Iefren) 
  - 35º Gruppo, Savoia-Marchetti S.M.79 (Bir el Bhera)
    - 43ª Squadriglia
    - 44ª Squadriglia

  - 37º Gruppo, Savoia-Marchetti S.M.79 (Bir el Bhera)
    - 45ª Squadriglia
    - 46ª Squadriglia
- 50º Stormo d'Assalto, (Sorman)
  - 12º Gruppo Assalto (12º Gruppo caccia), Breda Ba.65 (Sorman)
    - 159ª Squadriglia
    - 160ª Squadriglia

  - 16º Gruppo Assalto (XVI Gruppo), Caproni Ca.310bis (Sorman)
    - 167ª Squadriglia
    - 168ª Squadriglia

Dal 31 dicembre 1941 era al comando del Generale Ruggero Bonomi.